# Pēteris Struppe
Pēteris Struppe, Piotr Iwanowicz Struppe (ros. Пётр Иванович Струппе, ur. 24 lipca 1889 w miejscowości Uskur w guberni kurlandzkiej, zm. 30 października 1937) – łotewski rewolucjonista, radziecki polityk i działacz partyjny, zastępca członka KC WKP(b) (1934-1937).

## Życiorys
Od 1907 członek SDPRR, bolszewik, 1908 aresztowany, 1909 skazany na półtora roku katorgi w Rydze, w styczniu 1911 zwolniony, 1916 ponownie aresztowany i skazany na 4 lata zesłania do guberni irkuckiej. Po rewolucji lutowej, 19 marca 1917 zwolniony, 1917-1918 był członkiem Samarskiego Gubernialnego Komitetu SDPRR(b) i Komitetu Wykonawczego Samarskiej Rady Gubernialnej, 1918 członek kolegium gubernialnego komisariatu finansów w Samarze, komisarz polityczny samarskiego rejonu ufortyfikowanego, potem członek Rady Wojskowo-Rewolucyjnej Uralskiego Rejonu Ufortyfikowanego. Uczestnik wojny domowej w Rosji, od 1919 przewodniczący Komitetu Wykonawczego Uralskiej Rady Gubernialnej, przewodniczący Uralskiego Komitetu Rewolucyjnego, 1920-1922 zastępca ludowego komisarza spraw wewnętrznych Kirgiskiej (Kazachskiej) ASRR, 1922 przewodniczący kirgiskiej obwodowej komisji rewizyjnej RKP(b). Od 1922 do listopada 1923 instruktor odpowiedzialny KC RKP(b), od listopada 1923 do kwietnia 1926 sekretarz odpowiedzialny pskowskiego gubernialnego komitetu RKP(b)/WKP(b), od 26 kwietnia 1926 do 1927 sekretarz Północno-Zachodniego Biura KC WKP(b), od 1927 sekretarz odpowiedzialny rejonowego komitetu WKP(b) w Leningradzie, od czerwca 1930 do grudnia 1931 przewodniczący leningradzkiej obwodowej komisji kontrolnej WKP(b). Od 13 lipca 1930 do 26 stycznia 1934 członek Centralnej Komisji Kontrolnej WKP(b), od 13 lipca 1930 do 4 lutego 1932 członek Prezydium tej komisji, od 13 grudnia 1931 do czerwca 1932 II sekretarz Leningradzkiego Komitetu Obwodowego WKP(b), od maja 1932 do 17 lutego 1936 przewodniczący Komitetu Wykonawczego Leningradzkiej Rady Obwodowej, od 10 lutego 1934 do 29 czerwca 1937 zastępca członka KC WKP(b), od lutego 1936 do 27 czerwca 1937 szef Swierdłowskiego Zarządu Ludowego Komisariatu Sowchozów Zbożowych i Hodowlanych ZSRR.
27 czerwca 1937 aresztowany, 29 października 1937 skazany na śmierć przez Kolegium Wojskowe Sądu Najwyższego ZSRR "za przynależność do antysowieckiej organizacji", następnie rozstrzelany. 14 marca 1956 pośmiertnie zrehabilitowany.